# Club de Remo Santander
El Club de Remo Santander es un club deportivo cántabro que ha disputado regatas en todas las categorías y modalidades de banco fijo, en bateles, trainerillas y traineras desde su fundación en 1971. Compitió continuadamente hasta 1975, obteniendo en 1972 el Campeonato de Cantabria de traineras, el subcampeonato de la Copa de S. E. El Generalísimo y un tercer puesto en la Bandera de la Concha, en la cual obtuvo el mejor tiempo de la segunda jornada.
Desde 1975 no tuvo actividad hasta los años 90, cuando el Club de Remo Ciudad de Santander comenzó a utilizar esta denominación para poder acudir a las competiciones oficiales con dos embarcaciones, ya que está limitada la presencia a un solo barco de cada club. Durante esta época su máximo logro fue conseguir el Campeonato de España de Trainerillas en el año 2000, por delante de Castropol y Mecos. A partir de 2004 no se vuelve a utilizar esta denominación, volviendo a resurgir en 2011 después de la desaparición del Ciudad de Santander y del Club de Remo La Maruca. Unos antiguos miembros del Ciudad de Santander decidieron refundarlo, compitiendo en la Liga ARC en 2012 y 2013.

## Historia

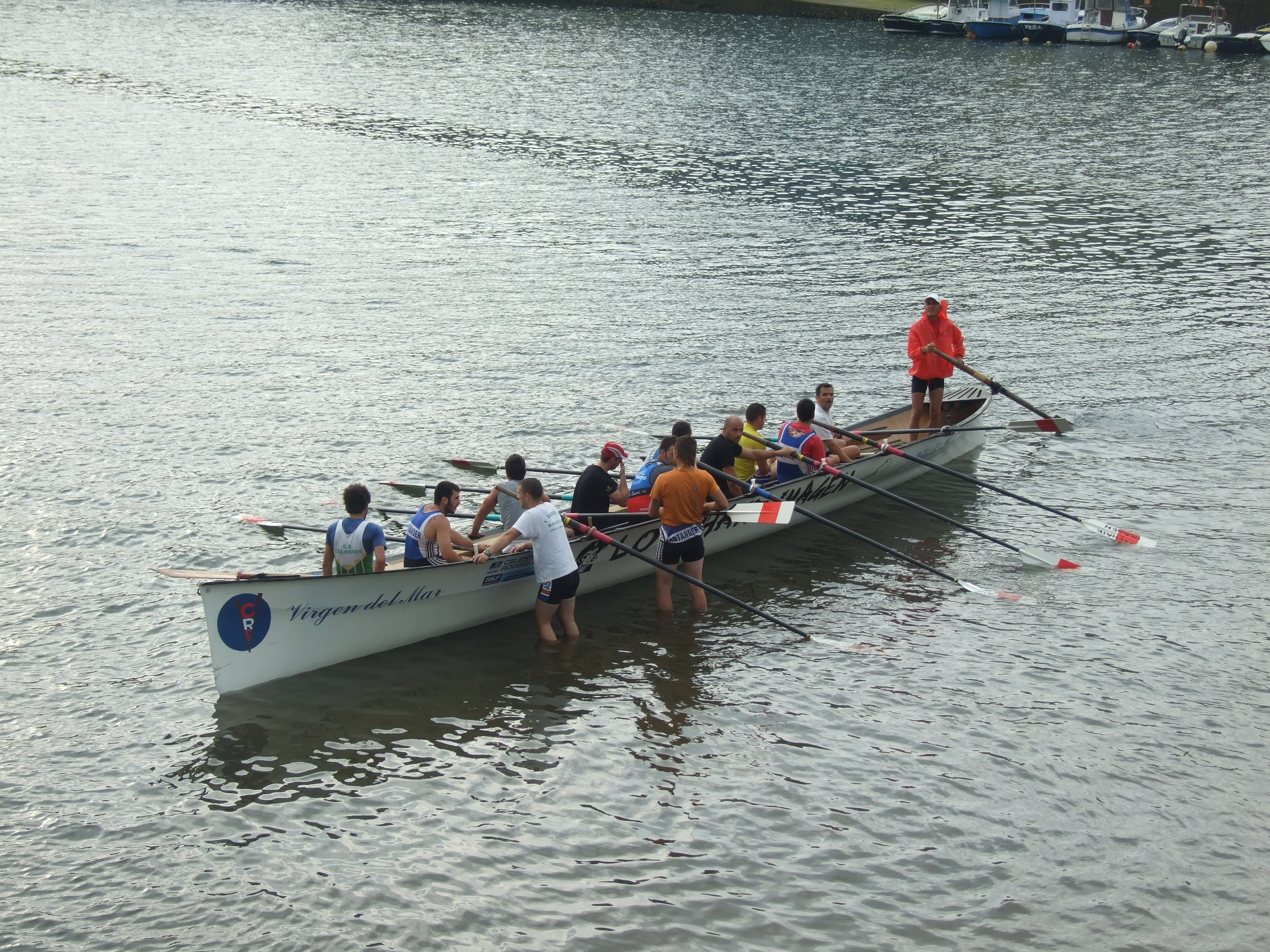
Entrenamiento de trainera en 2011 en el Barrio Pesquero.

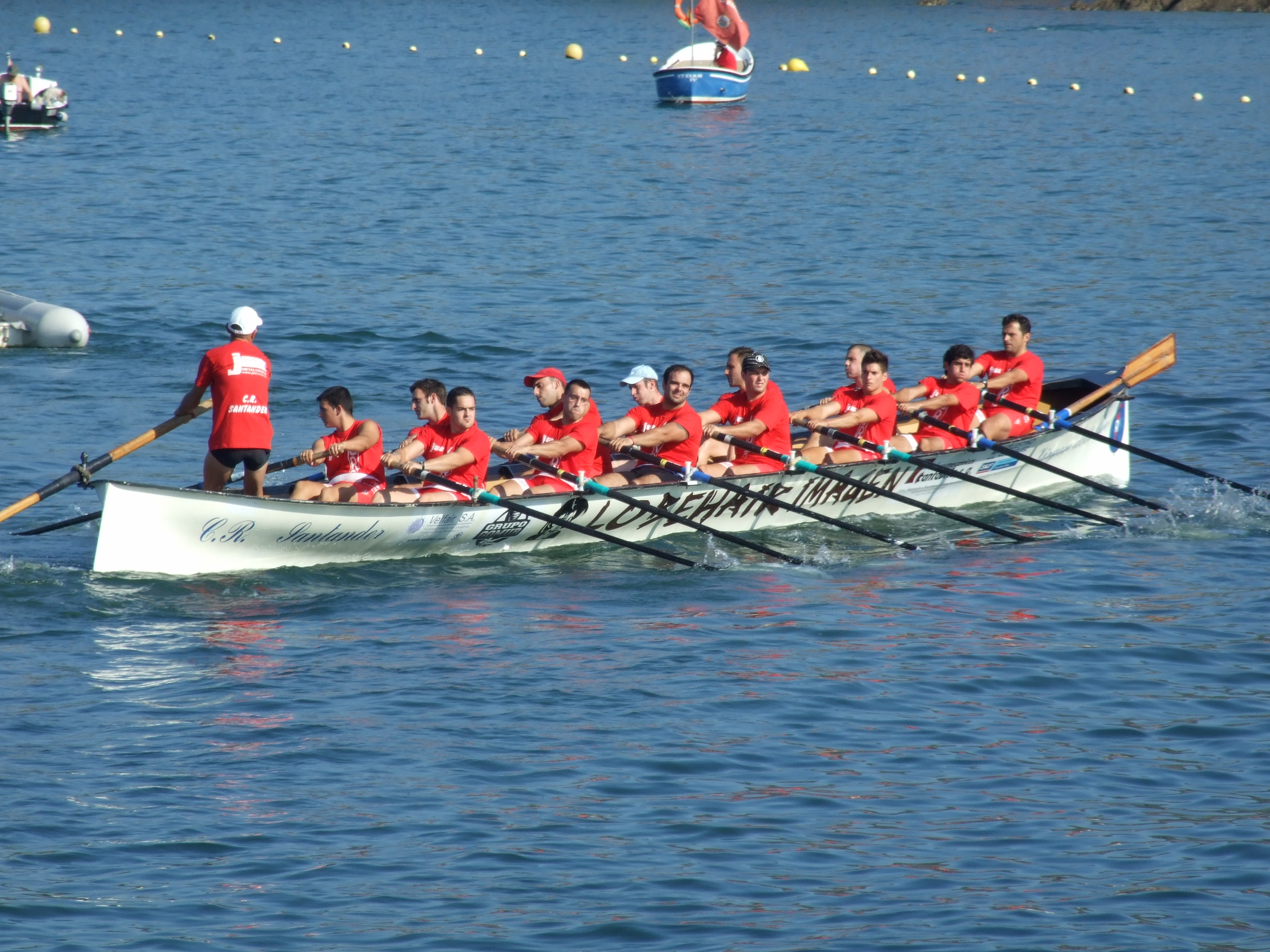
Realizando el calentamiento en Castro Urdiales antes de la disputa del Campeonato Regional de Cantabria de traineras 2011.

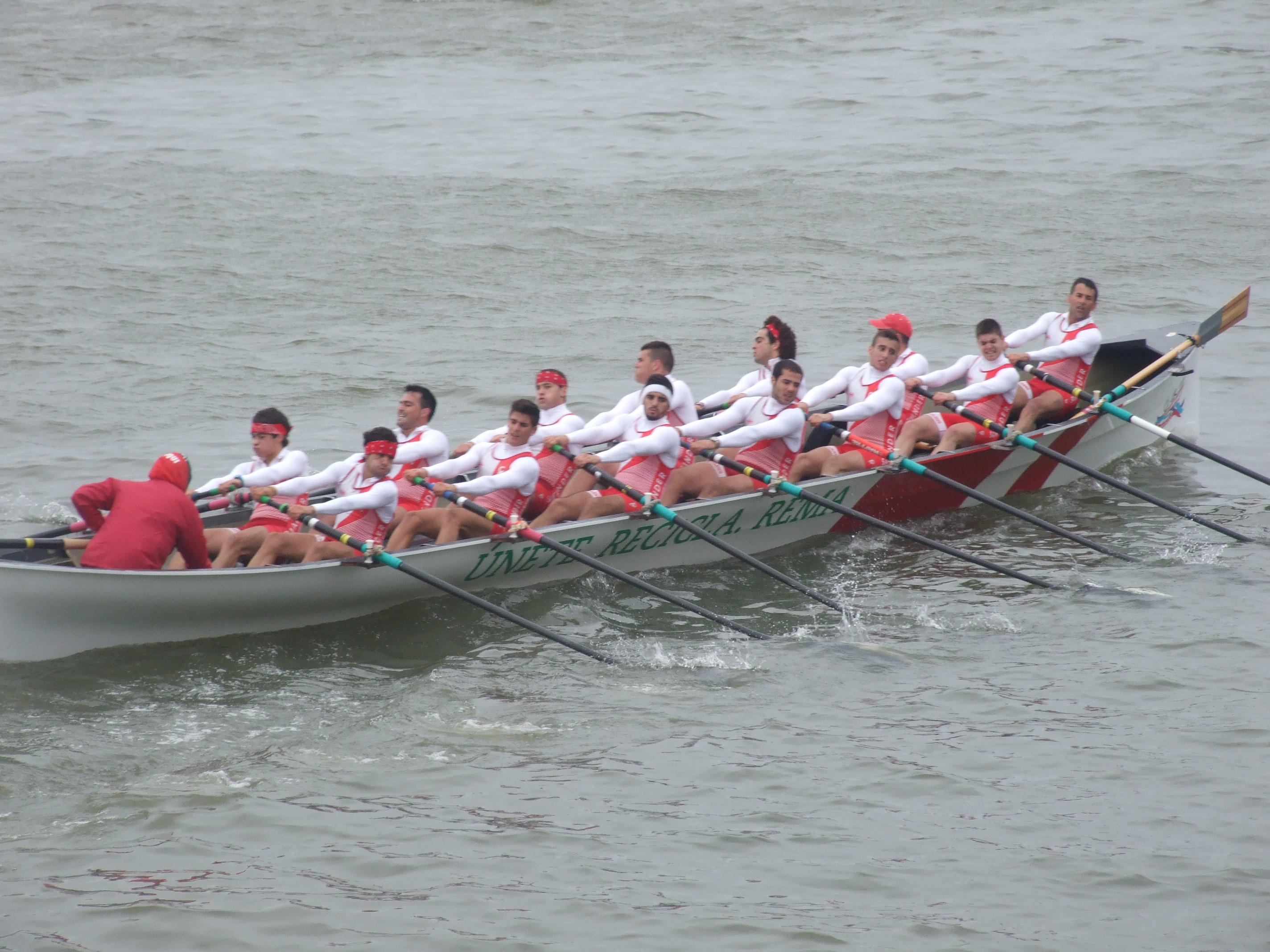
Compitiendo en la Bandera Hipercor de traineras 2013.

### 1971
Fundado en el año 1971, participó en varias regatas de bateles antes de competir en trainera. Disputó la liguilla cántabra de bateles, donde consiguió el primer puesto en la segunda jornada, en Pedreña. En julio volvió a ganar otra competición de bateles, en esta ocasión en una regata celebrada en el Barrio Pesquero de Santander, con motivo de las fiestas del Carmen. Su primera regata en la modalidad de traineras fue el 25 de julio en la Regata del Cantábrico. Se impuso la tripulación de Kaiku, por delante de Santander, Portugalete y Castro. Ese año también participó en la primera edición de la Bandera Marina de Cudeyo, en la cual fue tercero, tras Astillero y Pedreña, en el Campeonato Regional, en el Trofeo Príncipe de España, en la Bandera de Santander, y el 22 de agosto en la primera edición del Gran Premio de Astillero, siendo nuevamente tercero tras Astillero y Pedreña.

### 1972
Este año disputó también la liguilla cántabra de bateles, así como el campeonato regional de la especialidad, en el cual fue segundo clasificado, por detrás de Argoños, que acudió al campeonato de España en Cedeira. En julio ganaron su primera competición interprovincial, al ganar una regata en Luanco contra los bateles asturianos y el campeón vizcaíno, Algorta.
Tuvo una gran temporada de traineras en 1972, en la cual ganó el Campeonato de Cantabria de traineras, lo que le dio la oportunidad de participar en la Bandera de la Concha. En la primera jornada salieron en la misma tanda que Orio, San Juan y Beraun. Salieron a 42 paladas por minuto, las mismas que Beraun, una más que San Juan y dos más que Orio, que fue quien se adelantó en la ciaboga. Su tiempo fue de 11:02 min. por los 11:28 de Santander que iba en tercer lugar. A la vuelta recortó un segundo la diferencia con San Juan, pero terminaron siendo terceros de tanda y quintos en el total con un tiempo de 22:03 6/10 min., solo por delante de San Sebastián, Kaiku y Beraun. El día 10 debía celebrarse la segunda jornada, pero el mal estado de la mar pospuso la regata para el miércoles 13. En la primera jornada había remado por la baliza 1 y ahora por la 4 en la tanda de consolación. Salió muy bien y marcó el mejor tiempo en la ciaboga con 10:27 min., 20 segundos mejor que el siguiente clasificado. En la vuelta volvió a ser igual, con clara diferencia para los santanderinos que llegaron con un tiempo de 21:19 4/10 min., 34 segundos mejor que San Sebastián que llegó en segundo lugar. En la tanda de honor Orio volvió a ganar, aunque no superó el tiempo de Santander, que en la suma de tiempos terminó en tercer lugar con 43:23 min., solo por detrás de Orio y Getaria. Tras este resultado se proclamó subcampeón de la Copa de S. E. El Generalísimo, recibiendo el patrón José Alonso una copa y 30.000 pesetas, y se clasificó quinto en el Campeonato de España. Fue segundo en la Bandera de Santander, y en la Bandera Marina de Cudeyo y cuarto en las regatas del Nervión.

### 1973
La temporada siguiente (1973) fue tercero en una regata celebrada en Santoña, clasificatoria para los Juegos del Cantábrico, de nuevo por detrás de Astillero. Fue segundo en la Bandera de Santander, que fue también Trofeo Príncipe de España (por detrás de Lasarte). En el Campeonato de España se clasificaban los dos primeros de cada tanda. Realizó el tercer mejor tiempo de la tanda y de la regata por lo que no entró en la Tanda de Honor. Finalmente fue el sexto clasificado. También participó en la Bandera Marina de Cudeyo, en la que fue tercero tras Hondarribia y Pedreña, mismo resultado que obtuvo en la primera edición de la Bandera Ciudad de Castro Urdiales, tras Orio y Getaria. Repitió tercer puesto en la Regata Bodas de Oro de Kaiku tras Orio y Lasarte, y segundo en el Trofeo Finanzauto, tras Astillero, a sólo 4 segundos. Volvió a disputar las regatas del Nervión y en esta ocasión fue quinto.

### 1974
El año 1974 no comenzó mal, siendo tercero en la Bandera Marina de Cudeyo (tras Kaiku y Castro Urdiales) y el Campeonato de Cantabria. A partir de aquí empezaron a ir mal las cosas, ya que en la primera regata de la Bandera Ciudad de Castro Urdiales la trainera chocó con la trainera local en la segunda ciaboga, siendo finalmente descalificada. En la segunda jornada no se presentó a la salida. En la Bandera de Santander sólo pudo ser cuarto tras Lasarte, Castro y Astillero, con un tiempo global de las dos jornadas de 40:36. En la clasificatoria para la Bandera de La Concha fueron últimos con un tiempo de 22:45, a más de un minuto del ganador, Orio. Después de unos discretos sextos puestos en Santoña y Astillero, disputaron el Campeonato de España. En esta regata no pudo entrar en la tanda de honor tras ser descalificada nuevamente por abordar a Kaiku.

### 1975
En 1975 participó en la Bandera Marina de Cudeyo y el Campeonato Regional, pero su mejor resultado fue un segundo puesto en el Trofeo Portus Amanus en aguas de Castro Urdiales, por detrás de la trainera local. Su presidente fue F. Bolado y una de las personas más importantes del club, Pilín Portales.

### Años 90 y 00
Durante los años 90 el Club de Remo Ciudad de Santander comenzó a utilizar otra vez esta denominación para poder acudir a las competiciones oficiales con dos barcos, uno con el nombre de C.R. Ciudad de Santander vestidos de blanco y azul y los otros con el nombre de C.R. Santander y vestidos de blanco y rojo. Así participaron a finales de los 90 y comienzos del 2000 en los campeonatos regionales de Cantabria, siendo su última presencia en 2004. Su máximo logro en esta época fue la consecución del título nacional en la especialidad de trainerillas en la cual se adjudicaron el título ante Castropol y Mecos. La tripulación en aquella ocasión fue la siguiente: Francisco Hidalgo, Carlos Rodríguez, Alejandro Mantilla, José A. Cuero, Francisco Blanco, Manuel Gutiérrez y como patrón Enrique San Miguel. 

### 2011 - 2014
En 2011 el Ciudad de Santander decidió no participar en la Liga ARC por falta de apoyos, y se unió al Club de Remo La Maruca, que también había dejado de competir poco antes. Unos antiguos miembros del Ciudad de Santander decidieron refundar el Club de Remo Santander y disputaron la liga de bateles y de trainerillas, además de los Campeonatos de Cantabria en ambas especialidades. Después de 36 años sin sacar la trainera al agua, remaron las regatas regionales de junio, la Bandera Caja Cantabria, la Bandera Hipercor, la Bandera Sotileza, la Bandera Bansander y el Campeonato de Cantabria de traineras. También disputaron la I Bandera de San Vicente y el Desafío Astur-Cantabro, celebrados ambos en San Vicente de la Barquera.
En la temporada 2012 comenzaron disputando los descensos de invierno, y en junio remaron nuevamente las regatas de Cantabria. Por primera vez formaron parte de la Liga ARC en su segunda categoría y fueron penúltimos con 26 puntos, por delante de Hibaika que obtuvo 21. En agosto bendijeron su nueva trainera, la Vital Alsar. En 2013 volvieron a disputar los descensos, las regatas de Cantabria y la Liga ARC 2 en la que terminaron en duodécima posición con 28 puntos, por encima de Colindres con 27 y de Raspas que había sido sancionado como último clasificado en todas las regatas. El año siguiente comenzaron disputando los descensos de trainera en Colindres, Castro y Astillero, pero a pesar de estar inscritos no participaron en la Liga ARC. También disputaron las ligas de bateles y trainerillas, así como los Campeonatos Regionales de ambas. Durante los siguientes tres años apenas participaron en regatas de la liga regional de bateles, pero en 2018 disputaron varias pruebas y se clasificaron para el regional de la especialidad.

## Categorías inferiores
En la temporada 2011 no tuvieron categorías inferiores, pero al año siguiente sacaron un batel mixto de infantiles y cadetes en la liga regional. En 2013 su participación en estas categorías se centró en el batel juvenil femenino que compitió en la liga regional de bateles, en el Campeonato Regional en el que fueron segundas tras Astillero y en el Campeonato Nacional celebrado en Camargo en el que fueron décimas.

## Patrocinadores

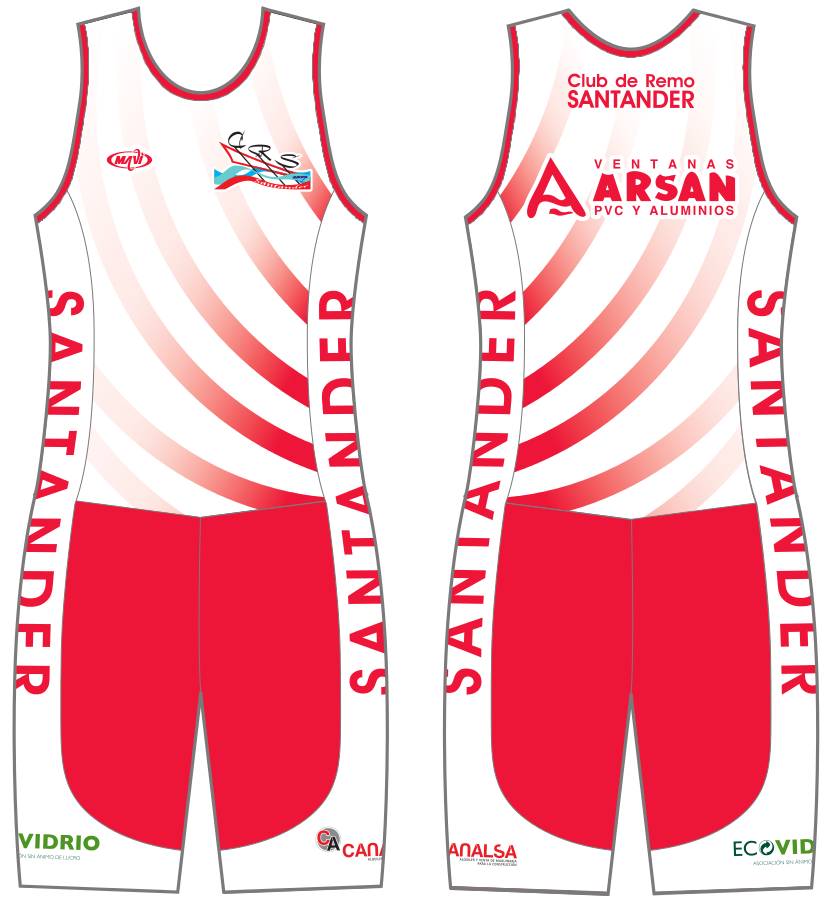
Equipación del Club de Remo Santander del año 2013.

| Año  | Patrocinadores |
| 2011 | Talleres Mecánicos Cantabria, Celestino Rodríguez, Gomur, Calderería Ibérica, Lobehair, Arsan.                                                |
| 2012 | Talleres Mecánicos Cantabria, Celestino Rodríguez, Gomur, Calderería Ibérica, E.M.E.I. S.L., Arsan, Más Seguros.                              |
| 2013 | Ecovidrio, Talleres Mecánicos Cantabria, Canalsa, Celestino Rodríguez, Gomur, Calderería Ibérica, E.M.E.I. S.L., Velfair, Arsan, Más Seguros. |
| 2014 | |

## Palmarés
- 1 Campeonato de Cantabria de traineras: 1972.
- 1 Campeonato de España de Trainerillas: 2000.
- 1 Bandera Desafío Astur-Cántabro: 2011.
- 1 subcampeonato de la Copa de S. E. El Generalísimo: 1972.

## Instalaciones
En la calle Las Quebrantas s/n, en el Barrio Pesquero de Santander, disponen de unas instalaciones municipales para la realización de deportes acuáticos como remo y piragüismo. No disponen de foso, pero cuentan con capacidad para 3 traineras, 4 trainerillas y 5 bateles, sin incluir la capacidad para las embarcaciones de piragüismo. Además cuentan con vestuarios, sala de trofeos y gimnasio.

## Entrenadores
| Período | Entrenador            | Observaciones                                                                         |
| ------- | --------------------- | ------------------------------------------------------------------------------------- |
| 2011-12 | José Luis Sanz Ortega | En septiembre de 2012 pasó a formar parte de la Sociedad Deportiva de Remo Astillero. |
| 2012-14 | Roberto Pérez Rovira  |                                                                                       |
| 2015-16 | José Puertas Vadillo  |                                                                                       |

## Presidentes
| Período | Presidente                |
| ------- | ------------------------- |
| 2011    | José Ramón Andrés Álvarez |
| 2011-16 | Ángel Obregón Sierra      |
| 2016-18 | Alfonso Piney             |